# الجبال الزرقاء (أستراليا)

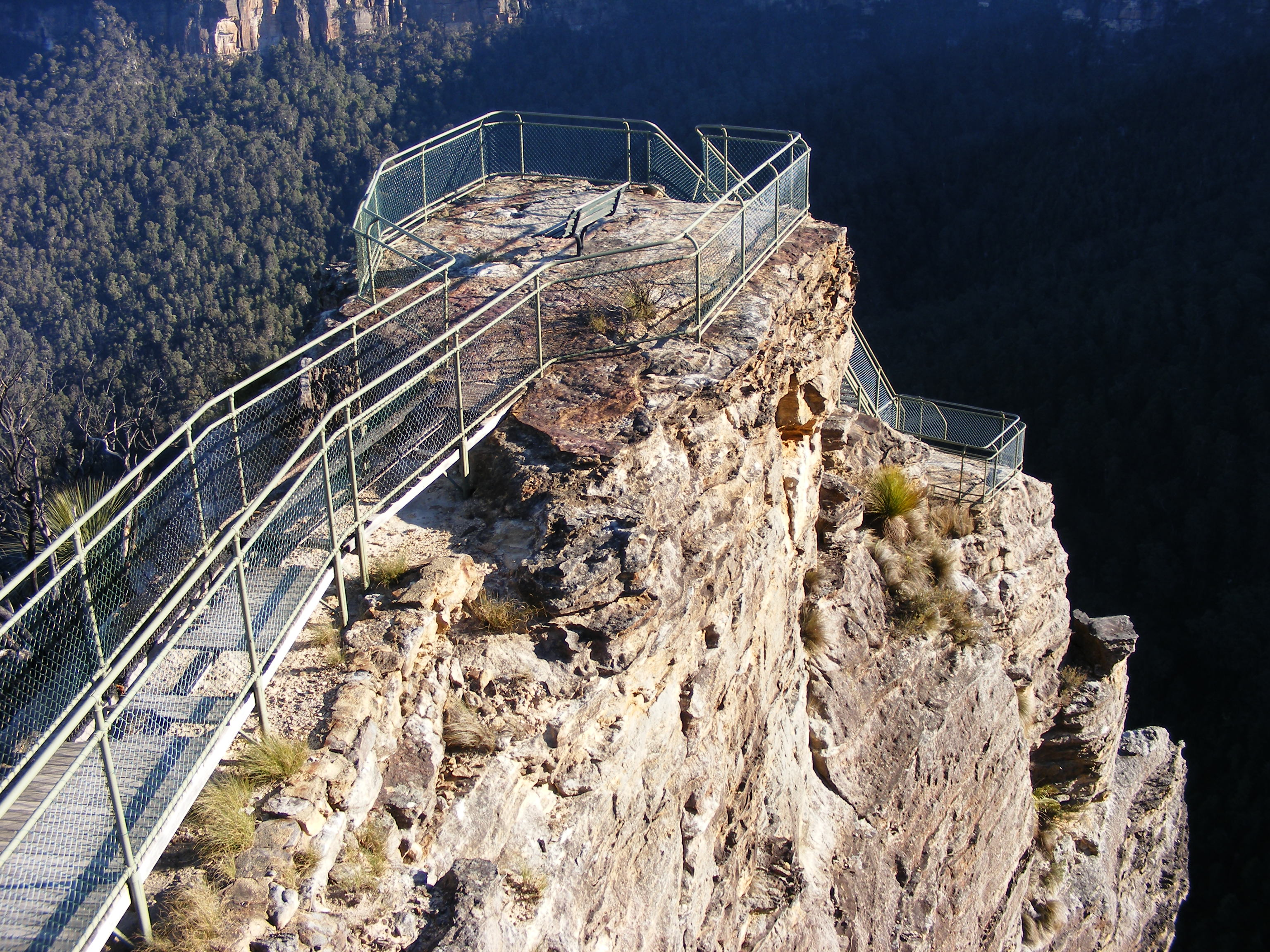
Pulpit Rock

الجبال الزرقاء في نيو ساوث ويلز في أستراليا، وتقع على بعد 100 كيلومترا غربي سيدني، وهم طائفة من الحجر الرملي بنى الجيولوجية.وتتكون من مسطحات كليسية ووديان ومنحدرات وعرة.وهي تغطى مساحة 1.03 مليون هكتار.وتندرج تحت قائمة التراث العالمى
وتشمل منطقة الجبال الزرقاء 91 نوعاً من أشجار الأوكاليبتوس

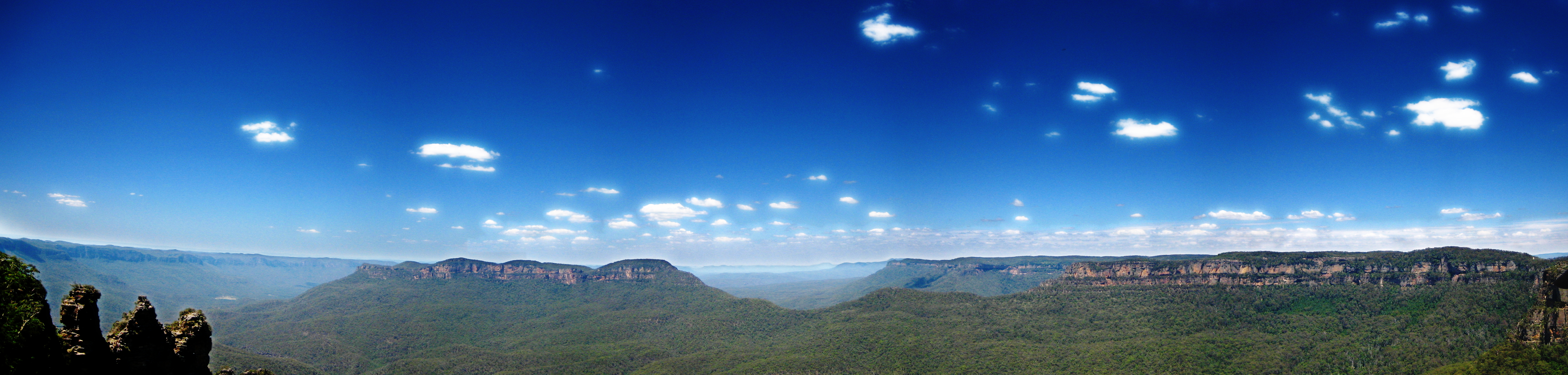
Blue Mountains 1.jpg
6٫3 ميجابايت

## التكوين[2]
الجبال الزرقاء هي بقايا الهضبة التي تم جرفت معظمها الأنهار والجداول.قبل حوالي 250 مليون سنة كانت الصخور التي تشكل الهضبة موجودة على شكل طبقات من الرمل والطمي وبقايا النباتات في مدخل ساحلي شاسع، والذي يسمى الآن حوض سيدني، والذي يمتد في الوقت الحاضر من سيدني إلى روكهامبتون في ولاية كوينزلاند.شكلت الانهار التي تصب في الحوض مع الرواسب الدلتا والمستنقعات.
من 35 إلى 90 مليون سنة مضت رفعت العديد من الاضرابات الجولوجية الرواسب التي تملاء الخليج، والتي كونت هضبة تنحدر ببطء من الغرب إلى الشرق والتي تدفقت الانهار والجدوال خلالها وتشق طريقها خلال الطبقات الرسوبية والتي نتيجة الضغط تحوالت إلى صخور رملية.
ليس كل المعالم البارزة في الجبال الزرقاء تتكون من طبقات رسوبية بعضها يتكون من الكوارتز القديم والتي تقف كالجزر في الطبقات الرسوبية، والبعض الآخر يتكون من البازلت القاسى الذي انبعث من الحمم البركانية من 15 مليون سنة تكونت الهضبة عندما ارتفعت الطبقات الرسوبية التي تملا الخليج من 90 مليون سنة، تدفقت الجداول والانهار عبر الصخور المتأكلة في الهضبة مكونت الطمى والرمال والتي كشطت الهضبة عميقا مكونت وديان على شكل حرف v.تحت الصخور الرملية يوجد طبقات من صخر طيني سهل الانفلاق ترسب من اوائل إلى منتصف الفترة التي امتلاء خلالها حوض سيدنى بالرمال.
تتحطم قطاعات الحجر الرملى إلى كتل نتيجة الشقوق الطبيعية التي تسمى المفاصل، التحطم يجعل الحجر الرملي يتدالى بحيث تصبح الكتل الفردية في نهاية المطاف غير مستقرة، وتتكسر وتنهار على طول الشقوق الطبيعية.وتكون الطبقات من صخور الطينية سهلة الانفلاق وديان على شكل حرف V ولكنها تكون مغطاه بالركام من الصخور المتأكلة وتعرف باسم الكاحل، وتشكل الشقوق حواف حادة على شكل U تحيط بالوديان، وغالبا ما تتشكل الشلالات نتيجة مرور الانهار في امكان أكثر قسوة من الصخور.

## أعلام
- باسيل ديكنسون
- آدم جايلز
- كيت دينتون
- تشارلي مكمان
- ديفيد فوستر